# Zbigniew Senkowski
Zbigniew Senkowski (* 27. Oktober 1955 in Wałbrzych; † 17. Oktober 2022) war ein polnischer Politiker, Gewerkschafter und Abgeordneter des Sejm der Republik Polen in der III. Wahlperiode (1997–2001).

## Leben und Wirken
Zbigniew Senkowski begann im Alter von 17 Jahren an einer Bergbauschule zu lernen und arbeitete danach im Steinkohlenbergbau Thorez, benannt nach Maurice Thorez, in Wałbrzych. Im Jahr 1980 trat er in die Gewerkschaft Solidarność ein. Am 27. August 1980 traten die Bergleute in den Streik, der bis zur Einführung des Kriegsrechtes in Polen andauerte und in der Nacht vom 16. zum 17. Dezember 1981 zerschlagen wurde. Senkowski wurde verhaftet und später ins Gefängnis Breslau überführt. Die Staatsanwaltschaft forderte für Senkowski acht Jahre Haft, das Gericht verurteilte ihn zu drei Jahren Gefängnis. Am Ende kam er jedoch nach vier Monaten wieder frei, nachdem das Oberste Gericht die Vollstreckung der Haftstrafe ausgesetzt hatte. Im Juli 1982 kehrte er ins Bergwerk Thorez zurück, beteiligte sich aber vorerst nicht an weiteren Aktivitäten der Gewerkschaft. Nach der Verringerung seiner Repressionen wurde er 1988 Leiter der Solidarność in Wałbrzych und war in den 1990er Jahren stellvertretender Vorsitzender der Solidarność in Niederschlesien.
Bei der Parlamentswahl 1997 trat Senkowski erfolgreich für ein Mandat im Sejm der Republik Polen auf der Liste des Wahlbündnis Akcja Wyborcza Solidarność im Wahlkreis Nr. 48 an. Während der III. Wahlperiode des Sejm der Republik Polen gehörte er der Fraktion Akcja Wyborcza Solidarność an und war für diese Mitglied des Ausschusses für Sozialpolitik, des Ausschusses für lokale Selbstverwaltung und Regionalpolitik und des Ausschusses für Raum-, Bau- und Wohnungspolitik. Bei der Parlamentswahl 2001 wurde er nicht wiedergewählt. Im Jahr 2010 trat Senkowski bei den Selbstverwaltungswahlen für einen Sitz im Stadtrat von Wałbrzych auf der Liste der Prawo i Sprawiedliwość an, verpasste aber auch dieses Mal den Einzug.
2007 veröffentlichte er zusammen mit Radosław Mechliński ein Buch über die Geschichte der Solidarność im Bezirk Wałbrzych.

## Werke
- Zbigniew Senkowski, Radosław Mechliński: Wałbrzyska Solidarność. 25 lat NSZZ „Solidarność“ w regionie wałbrzyskim. Wałbrzych 2006 (polnisch, 296 S., wroc.pl [PDF; abgerufen am 20. Mai 2019]).